# Klockmalvesläktet
Klockmalvasläktet (Abutilon) är ett släkte i familjen malvaväxter med 150 arter. De flesta arterna är tropiska eller subtropiska. Några arter odlas som krukväxter i Sverige.
Släktet består av fleråriga örter, buskar eller små träd (upp till mer än meterhöga) täckta av stjärnhår. Bladen är flikiga. Blommorna kommer i bladvecken eller är toppställda, ensamma eller i klasar. De har gula till orangegula, rosa eller vita kronblad som är sammanväxt vid basen. Ytterfoder saknas. Fodret är fem-flikigt.
I varma regioner eller inomhus blommar arterna mellan våren och hösten.

## Bildgalleri

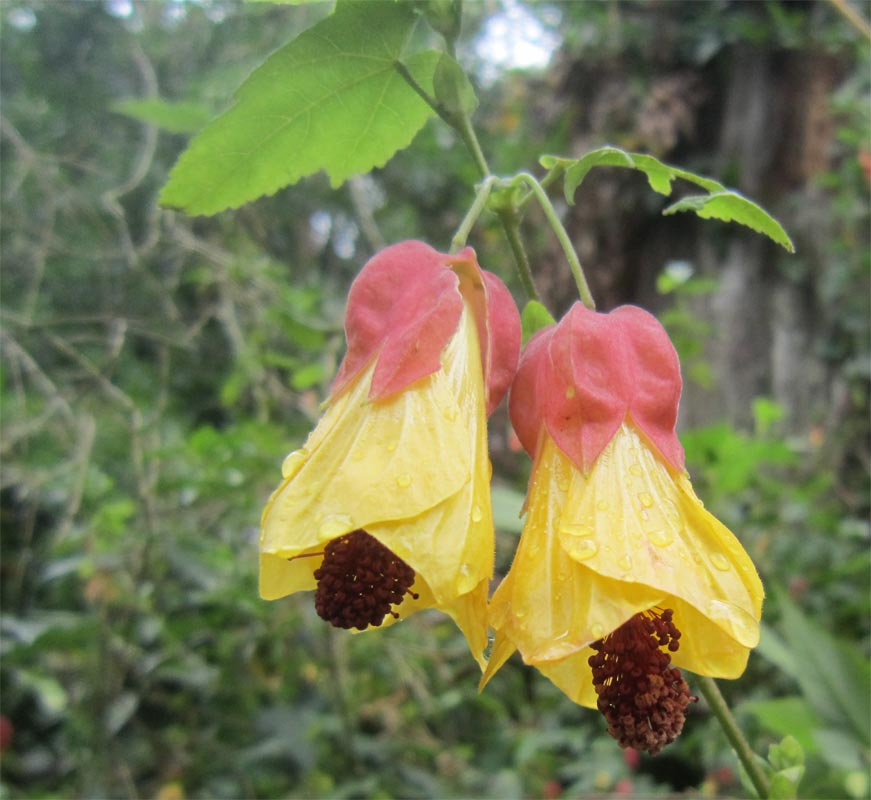
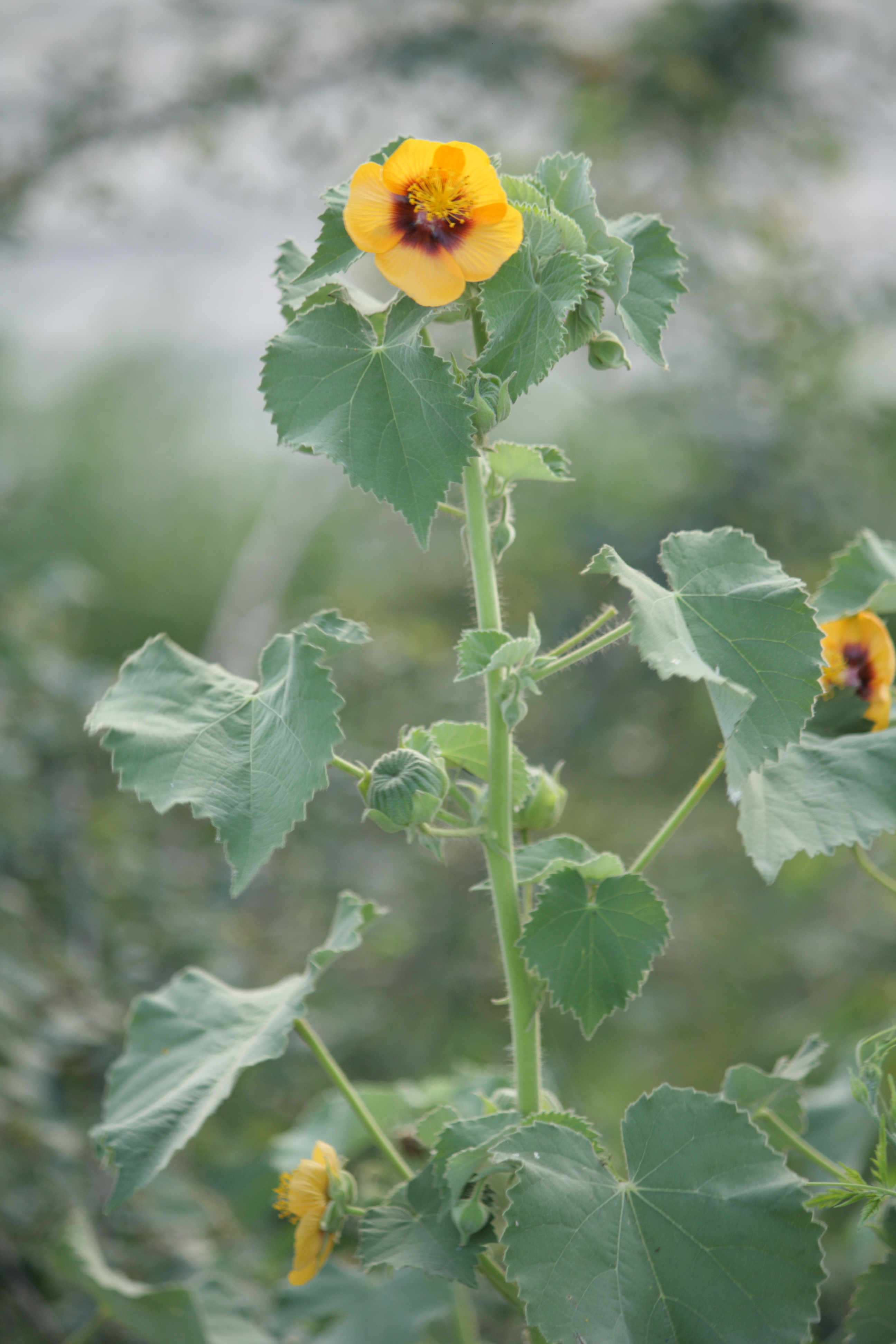
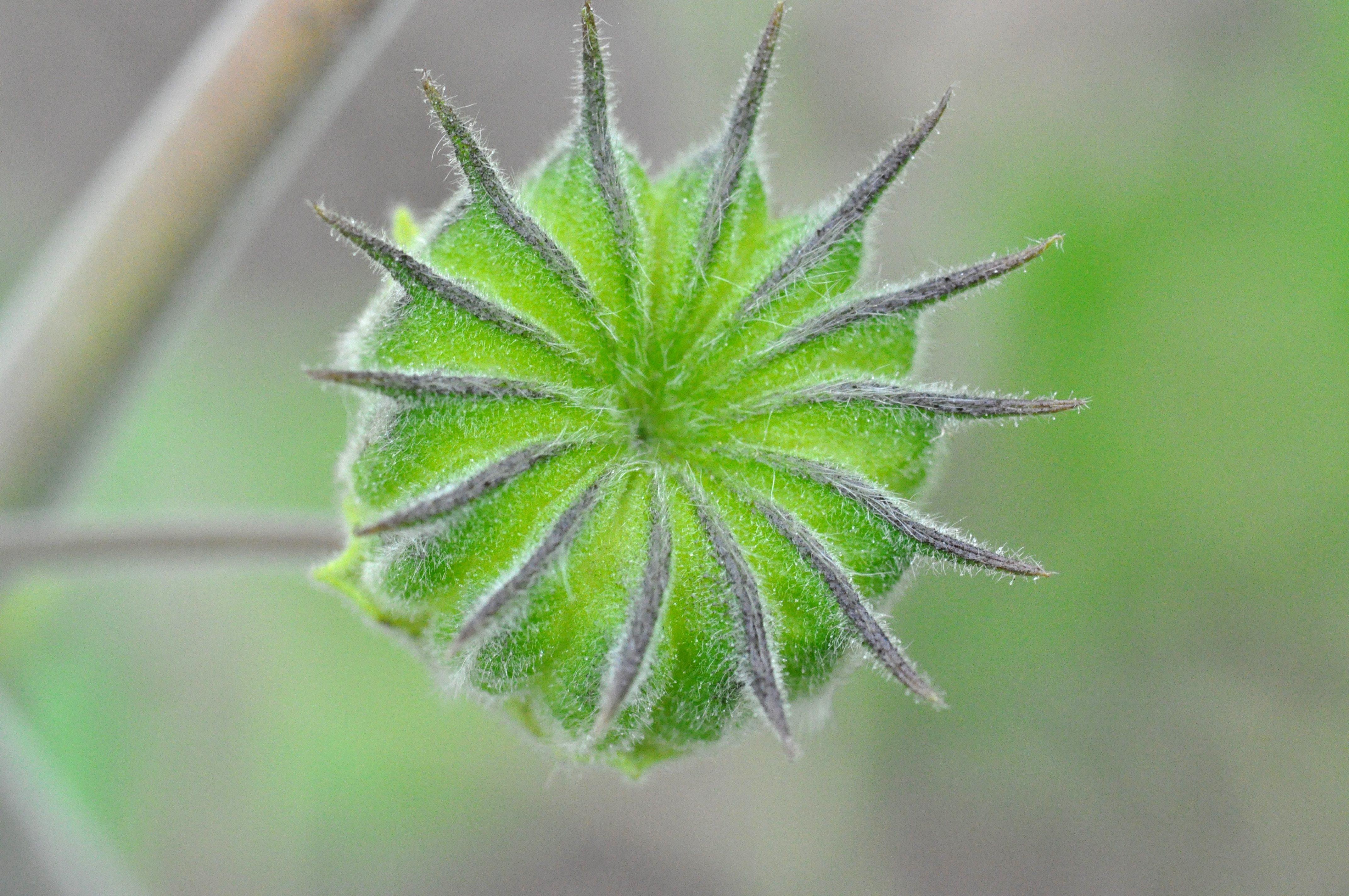
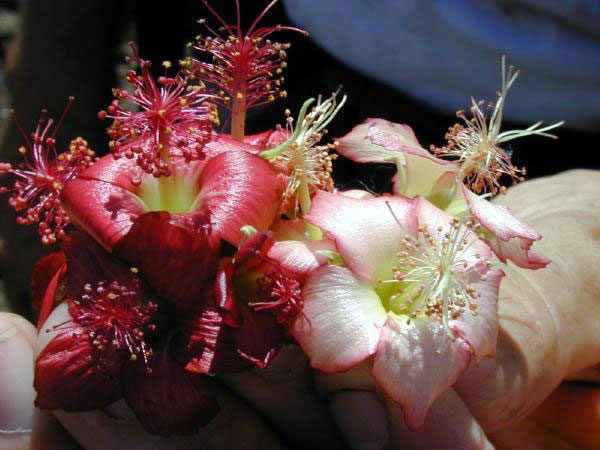
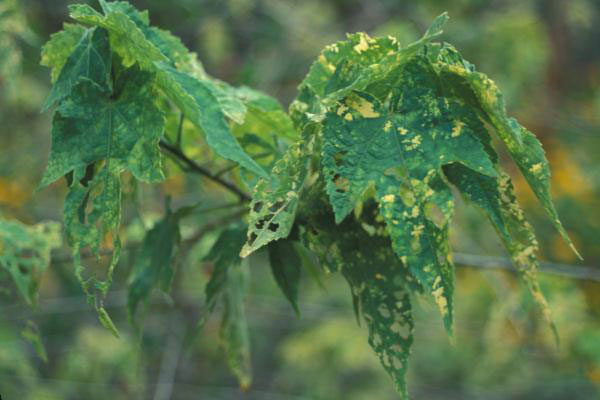
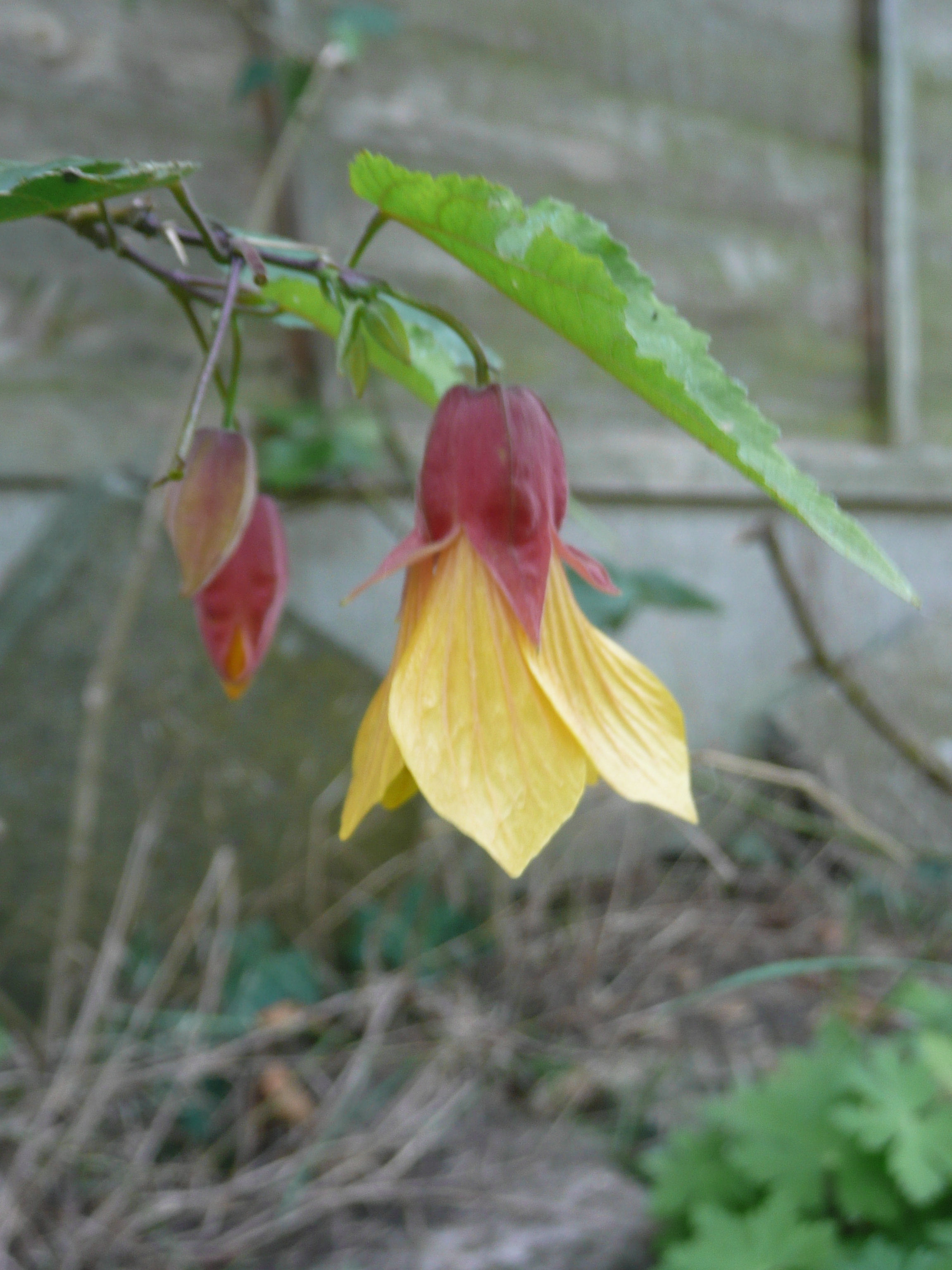

## Dottertaxa till Klockmalvor, i alfabetisk ordning[1]
- Abutilon abutiloides
- Abutilon affine
- Abutilon amplum
- Abutilon andersonianum
- Abutilon andrewsianum
- Abutilon andrieuxii
- Abutilon anglosomaliae
- Abutilon angulatum
- Abutilon anodoides
- Abutilon appendiculatum
- Abutilon arenarium
- Abutilon arequipense
- Abutilon asperifolium
- Abutilon auritum
- Abutilon austroafricanum
- Abutilon badium
- Abutilon bastardioides
- Abutilon berlandieri
- Abutilon bidentatum
- Abutilon bracteosum
- Abutilon braunii
- Abutilon buchii
- Abutilon burandtii
- Abutilon californicum
- Abutilon calliphyllum
- Abutilon carinatum
- Abutilon coahuilae
- Abutilon commutatum
- Abutilon costicalyx
- Abutilon cryptopetalum
- Abutilon cuspidatum
- Abutilon dinteri
- Abutilon dispermum
- Abutilon divaricatum
- Abutilon dugesii
- Abutilon eggelingii
- Abutilon endlichii
- Abutilon engleranum
- Abutilon eremitopetalum
- Abutilon erythraeum
- Abutilon exonemum
- Abutilon exstipulare
- Abutilon flanaganii
- Abutilon fraseri
- Abutilon fruticosum
- Abutilon fugax
- Abutilon fuscicalyx
- Abutilon galpinii
- Abutilon gebauerianum
- Abutilon geranioides
- Abutilon ghafoorianum
- Abutilon giganteum
- Abutilon glabriflorum
- Abutilon grandidentatum
- Abutilon grandiflorum
- Abutilon grandifolium
- Abutilon grantii
- Abutilon guineense
- Abutilon haenkeanum
- Abutilon haitiense
- Abutilon halophilum
- Abutilon herzogianum
- Abutilon heterochros
- Abutilon hirsutum
- Abutilon hirtum
- Abutilon hulseanum
- Abutilon hypoleucum
- Abutilon ibarrense
- Abutilon inaequilaterum
- Abutilon incanum
- Abutilon inclusum
- Abutilon indicum
- Abutilon insigne
- Abutilon itatiaiae
- Abutilon jujuyense
- Abutilon julianae
- Abutilon karachianum
- Abutilon lauraster
- Abutilon leonardii
- Abutilon lepidum
- Abutilon leucopetalum
- Abutilon listeri
- Abutilon longicuspe
- Abutilon longilobum
- Abutilon macrocarpum
- Abutilon macropodum
- Abutilon macrum
- Abutilon macvaughii
- Abutilon malachroides
- Abutilon malacum
- Abutilon malvifolium
- Abutilon mangarevicum
- Abutilon matopense
- Abutilon mauritianum
- Abutilon megapotamicum
- Abutilon mendoncae
- Abutilon menziesii
- Abutilon micropetalum
- Abutilon minarum
- Abutilon mitchellii
- Abutilon mollicomum
- Abutilon mollissimum
- Abutilon montanum
- Abutilon mucronatum
- Abutilon multiflorum
- Abutilon neelgherrense
- Abutilon nigricans
- Abutilon niveum
- Abutilon nobile
- Abutilon otocarpum
- Abutilon oxycarpum
- Abutilon pakistanicum
- Abutilon palmeri
- Abutilon paniculatum
- Abutilon pannosum
- Abutilon parishii
- Abutilon parvulum
- Abutilon pauciflorum
- Abutilon pedrae-brancae
- Abutilon pedunculare
- Abutilon peltatum
- Abutilon percaudatum
- Abutilon permolle
- Abutilon persicum
- Abutilon peruvianum
- Abutilon picardae
- Abutilon pilosicalyx
- Abutilon pilosocinereum
- Abutilon pinkavae
- Abutilon pitcairnense
- Abutilon piurense
- Abutilon pritchardii
- Abutilon procerum
- Abutilon propinquum
- Abutilon pseudocleistogamum
- Abutilon pubistamineum
- Abutilon pycnodon
- Abutilon pyramidale
- Abutilon ramiflorum
- Abutilon ramosum
- Abutilon ranadei
- Abutilon reflexum
- Abutilon rehmannii
- Abutilon reventum
- Abutilon roseum
- Abutilon rotundifolium
- Abutilon sachetianum
- Abutilon sandwicense
- Abutilon sepalum
- Abutilon simulans
- Abutilon sinense
- Abutilon somalense
- Abutilon sonneratianum
- Abutilon sphaerostaminum
- Abutilon stenopetalum
- Abutilon straminicarpum
- Abutilon subprostratum
- Abutilon subumbellatum
- Abutilon subviscosum
- Abutilon tehuantepecense
- Abutilon terminale
- Abutilon theophrasti
- Abutilon thyrsodendron
- Abutilon trisulcatum
- Abutilon tubulosum
- Abutilon ulbrichii
- Abutilon umbelliflorum
- Abutilon whistleri
- Abutilon wrightii
- Abutilon xanti